# Sargus stenus
Sargus stenus är en tvåvingeart som beskrevs av James 1982. Sargus stenus ingår i släktet Sargus och familjen vapenflugor.
Artens utbredningsområde är Moçambique. Inga underarter finns listade i Catalogue of Life.